# Mae West
Mae West (Brooklyn, New York, 1893. augusztus 17. – Los Angeles, Kalifornia, 1980. november 22.) amerikai színésznő, énekesnő, író, forgatókönyvíró, korának egyik szexszimbóluma, minden idők egyik legjobb amerikai színésznője.

## Élete
Szülei Bajorországból emigráltak az Egyesült Államokba. John Patrick West és Matilda „Tillie” Doelger gyermekeként született. Édesanyja hatására már kiskorában színpadra lépett, így tinédzserként már saját darabokban kezdett játszani, broadway-i színházakban. Első darabját, a Sex címűt a kritikusok nem, míg a közönség annál inkább szerette, de a rendőrség betiltotta.
1932-ben szerződést kötött Hollywoodban a Paramount Pictures-szel, és nagy sikere volt Cary Grant oldalán. A világháborúk idején az egyik legnagyobb sztár volt. Később visszavonultan élt, de az 1970-es években visszatért.
1980. november 22-én, 87 évesen hunyt el Los Angelesben.

## Filmjei
- Nem vagyok angyal (1933)
- A kilencvenes évek szépe (1934)
- Every day's a Holiday (1937)
- Kis kakasom (1940)
- Sextett (1978)

## Lemezei
- 1956: The Fabulous Mae West
- 1960: W.C. Fields His
- 1966: Way Out West
- 1966: Wild Christmas
- 1970: The Original Voice Tracks From Her Greatest Movies
- 1970: Mae West & W.C. Fields Side by Side
- 1972: Great Balls of Fire
- 1974: Original Radio Broadcasts
- 1987: Sixteen Sultry Songs Sung by Mae West Queen of Sex
- 1996: I'm No Angel
- 2006: The Fabulous